# Trichocerca bidens
Trichocerca bidens är en hjuldjursart som först beskrevs av Lucks 1912.  Trichocerca bidens ingår i släktet Trichocerca, och familjen Trichocercidae. Arten är reproducerande i Sverige. Inga underarter finns listade.